# Матюшков, Николай Максимович
Николай Максимович Матюшков (1 января 1929 — 5 января 2009) — передовик советской строительной отрасли, бригадир плотников-бетонщиков треста «Рязаньстрой» № 23 Министерства промышленного строительства СССР, город Рязань, Герой Социалистического Труда (1971).

## Биография
Родился в 1929 году в деревне Климово Витебской области, в семье крестьянской белорусской семьи.
В июле 1941 года родную территорию оккупировали немецко-фашистские захватчики. Старший брат был угнан на работы в Германию. Николай и несколько его сверстников стали сотрудничать с партизанским отрядом, помогали, изучали обстановку, доставляли продукты и провиант.
Три года, проведённые в отряде, научили Николая обращаться с капсюлями-детонаторами, с самодельными минами, которые закладывал под железнодорожное полотно; на его счету пять взорванных немецких эшелонов. В июне 1944 года группа подрывников попала в засаду. Николай был тяжело ранен. Долго лечился в Смоленском госпитале. После выздоровления вернулся в родную деревню.
В 1949 году Матюшков уехал в город Сланцы Ленинградской области, где окончил строительное отделение школы фабрично-заводского обучения. Был направлен на строительство крупной ТЭЦ под Ленинградом. Познав профессию, ему доверили право возглавить бригаду.
В 1953 году вся бригада перешла трудиться в трест «Рязаньстрой». Участвовали в строительстве крупнейших объектов промышленного направления Рязани и области. в их числе нефтеперерабатывающий завод, Новорязанская ТЭЦ и другие предприятия. В 1963 году стал членом КПСС.
Указом Президиума Верховного Совета СССР от 5 апреля 1971 года за достижение высоких показателей в строительстве Николаю Максимовичу Матюшкову было присвоено звание Героя Социалистического Труда с вручением ордена Ленина и медали «Серп и Молот».
Продолжал трудиться в тресте до выхода на пенсию.
Проживал в городе Рязани. Умер 5 января 2009 года. Похоронен на Новогражданском кладбище.

## Награды
За трудовые успехи был удостоен:
- золотая звезда «Серп и Молот» (05.04.1971)
- орден Ленина (05.04.1971)
- Орден Трудового Красного Знамени (20.09.1962)
- Орден Знак Почёта (19.03.1981)
- Заслуженный строитель РСФСР
- другие медали.